# 伊藤敬一 (囲碁)
伊藤 敬一（いとう けいいち、1928年2月27日 - 1992年7月22日）は、囲碁ライター。兵庫県出身。筆名=うえだひろし。  
1951年、中央大学法学部卒業。在学中に囲碁部に在籍し、日本棋院に出入りし、1953年に囲碁ライターとなる。
雑誌「棋道」「囲碁クラブ」等に連載し、また十段戦、新人王戦の担当で、「週刊碁」「レッツ碁」に観戦記を執筆。

## 著作
- 日本囲碁大系 第12巻 元美・俊哲・仙得 解説：梶原武雄、執筆: 伊藤敬一 筑摩書房 1976
- 碁楽室 うえだひろし (著) 日本棋院(日本棋院選書)  1982
- 現代囲碁大系46 女流珠玉選1（解説：増淵辰子、執筆：伊藤敬一、講談社、1983年）
- 囲碁・名人名局の譜 : 盤上に賭けた棋士たちの奇手・名手を説く 伊藤敬一 著 日本文芸社 1987
- 昭和囲碁名勝負物語 上下 伊藤敬一 著 三一書房 1994